# Enlightenment
Enlightenment — оконный менеджер с открытым исходным кодом для X Window System. Название переводится как «просветление» и часто сокращается до одной буквы E.

## Enlightenment DR16
Первая версия, Enlightenment Development Release 16, была впервые выпущена в 2000 году. На данный момент доступна версия 1.0.18.

## Enlightenment 17

Вид рабочего стола E17

Полностью переписанный с нуля Enlightenment DR16. В период развития пакет назывался Enlightenment Development Release 17. Спустя двенадцать лет разработки 7 декабря 2012 года проект переведен в стадию beta, а уже 21 декабря был представлен официальный Релиз стабильной версии 0.17.0 Zero
В 2014 году E17 уже используется в некоторых дистрибутивах операционных систем в качестве основного и единственного оконного менеджера. Примером таких дистрибутивов являются Yellow Dog Linux для PlayStation 3, ELive — LiveCD на основе Debian, OpenGEU, MoonOS и Bodhi Linux — на основе Ubuntu. Также E17 входит  в дистрибутив Mageia.

### Главные особенности E17[7]
- Небольшой размер и высокая производительность
- Развитая система оформления и тем
- Поддержка анимации для тем, элементов пользовательского интерфейса, пиктограмм, рабочих столов и курсоров
- Модульная структура, возможна динамическая загрузка внешних модулей для расширения функциональности
- Состояния окон, блокировка и сохранение состояний окон
- Оформление (пиктограммы, темы, обои рабочих столов) представлено в едином бинарном формате, оптимизированном для быстрого чтения и отображения
- Расширенная поддержка виртуальных рабочих столов
- Настройка быстрых клавиш для клавиатуры и мыши
- Поддержка Unicode
- Перевод интерфейса на 20 языков, в том числе на русский.
- Высокая портируемость. E17 работает не только в Linux, но и в Windows, Mac OS X, *BSD и даже на PS3.

## EFL[8]
Enlightenment Foundation Libraries (EFL) — набор библиотек, используемых в Enlightenment E17. Они предоставляют как полутрадиционный набор инструментов в Elementary, а также объект холст (Evas), так и мощные абстрактные объекты (Edje), которые можно комбинировать, объединять или даже располагать поверх друг друга с использованием альфа-каналов и событий. Также библиотеки предоставляют 3D-преобразования для всех объектов и многое другое.
В EFL входят:
- Eina — библиотека типов данных.
- Eet — библиотека доступа к файлам.
- Evas — библиотека «холста».
- Ecore — библиотека «цикла событий».
- Embryo — интерпретатор языка Small.
- Edje — графическая библиотека.
- E_Dbus — привязки к D-Bus.
- Efreet — библиотека поддержки freedesktop.
- Eeze — библиотека устройств, работающая напрямую через udev.

## Разработчики[10]
- Carsten «Rasterman» Haitzler — лидер проекта
- Corey «Atmos» Donohoe
- Ibukun «xcomp» Olumuyiwa
- Kim «kwo» Woelders — E16 maintainer
- Andrew «HandyAndE» Williams
- Hisham «CodeWarrior» Mardam Bey
- Geoff «Mandrake» Harrison